# Carl August von Madai
Carl August Madai, seit 1766 von Madai, auch Karl August Madai, (* 6. August 1739 in Glaucha; † 31. Oktober 1816) war ein deutscher Mediziner, Unternehmer und Numismatiker. Er war anhalt-köthenscher  Hofrat und Direktor der Medikamentenexpedition der Franckeschen Stiftungen zu Halle (Saale), die sein Vater zu einem Großunternehmen entwickelt hatte, sowie Gerichts- und Lehnsherr von Benkendorf, Delitz am Berge und Zscherben sowie Erbherr zu Güsten.

## Leben
Er war der einzige Sohn des aus Ungarn stammenden Mediziners und Numismatikers David Samuel von Madai und seiner Frau Maria Margarete, geb. Richter († 1741), einer Tochter von Christian Sigismund Richter (1672 oder 1673–1739). 1750 ging er als Schüler an das Pädagogium Halle. Ab 1756 studierte er Medizin an der Universität Halle. Dort promovierte er am 4. Januar 1763 bei Philipp Adolph Böhmer gemeinsam mit dem aus Leer stammenden Nikolaus Theume (1729–1809) mit einer Doppeldissertation zum Dr. med. Wie sein Vater wurde er Mediziner sowie fürstlich anhalt-köthenscher Hofrat. Nach erfolgter Promotion wurde er am 14. Januar 1766 gemeinsam mit seinem Vater für seine Verdienste als Mediziner vom Kaiser Joseph II. in den Ritterstand erhoben.
Er war zunächst Assistent seines Vaters und übernahm 1780 von ihm die Leitung des pharmazeutischen Versandhandels, der Medikamentenexpedition des Waisenhauses der Franckeschen Stiftungen zu Halle (Saale), der wichtigsten Einnahmequelle des dortigen Waisenhauses. Er setzte die vom Vater begonnene Erweiterung des Laboratoriums fort und konnte auch den Medikamentenversand erweitern und zu internationalem Ansehen verhelfen. Während der Zeit des Königreichs Westphalen und der Befreiungskriege konnte er das von ihm geleitete Unternehmen mit aktiver Unterstützung von Johann Friedrich Christian Düffer aus der Depression führen und vor der drohenden Auflösung retten.
Sein Sohn Carl Wilhelm Samuel von Madai (1777–1851) führte die Leitung der Medikamentenexpedition der Franckeschen Stiftungen in dritter Generation erfolgreich weiter.
Am Grabe des Theologen und Direktors der Franckeschen Stiftungen Gottlieb Anastasius Freylinghausen hielt er 1785 die Trauerrede, die auch in Druck erschien.
Madai erbte die väterlichen Rittergüter Benkendorf und Delitz, die er 1799 an Heinrich August von Holleuffer verkaufte. Zusätzlich erwarb er für sich das Rittergut Zscherben und Erbansprüche auf das Rittergut seiner Schwester im anhaltischen Güsten. Dort wurde auch sein Sohn und Nachfolger Carl 1777 geboren.
Die international beachtsame Münzsammlung seines Vaters führte er zunächst weiter, überließ dann jedoch das sogenannte Groschenkabinett mit ca. 9.000 Münzen dem Münzkabinett des Kurfürsten von Sachsen in Dresden, wo sie sich heute noch befindet. Das äußerst umfangreiche und bedeutsame Talerkabinett ließ er hingegen 1788 öffentlich in Hamburg versteigern.
Er heiratete 1766 Henriette Charlotte, geb. von Schlegell, eine Tochter des Anhalt-Köthenschen Hofmarschalls W. F. von Schlegell. Aus der Ehe gingen vier Söhne und fünf Töchter hervor, darunter Carl Wilhelm von Madai (* 1777), Friedrich Wilhelm Gottlieb August (* 1781), Joseph Heinrich Wilhelm August Friedrich Ludwig (* 1784). Der eigentlich als Nachfolger vorgesehene älteste Sohn David Friedrich Sigismund von Madai (* 1770) starb schon 1796.
Der spätere Polizeipräsident Guido von Madai und der Rechtsgelehrte Karl Otto von Madai sind seine Enkelsöhne. Der hessische Staatsmann August Carl Alexander von Zanthier war sein Schwager.